# Catalunya Exprés
Le Catalunya Exprés était un réseau de trains de voyageurs exploité par Renfe Operadora en Catalogne pour desservir les destinations situées à l'intérieur de la communauté autonome, ainsi que les gares les plus proches dans les régions voisines ou dans les pays voisins. 
Ce service crée en 1993 ne desservait que les gares principales.
En 2008, le service cesse d'exister et est remplacé par les Regional Exprés regroupés sous la marque Rodalies de Catalunya.

## Service
Services pour les lignes Ca1 à Ca7 avec les trains des séries 470, 444, 448.
| Lignes | Trajet                                            | Villes desservies |
| ------ | ------------------------------------------------- | --- |
| Ca1    | Barcelone - Tarragone - Tortosa                   | Barcelone-França - Barcelone-Sant Andreu Comtal - Barcelone-El Clot-Aragó - Barcelone-Passeig de Gràcia - Barcelone-Sants - Vilanova i la Geltrú - Sant Vicenç de Calders - Torredembarra - Altafulla-Tamarit - Tarragone - PortAventura - Salou - Cambrils - Mont-roig del Camp - L'Hospitalet de l'Infant (Vandellós) - L'Ametlla de Mar - L'Ampolla-El Perelló-Deltebre - Camarles-Deltebre - L'Aldea-Amposta - Camp-redó - Tortosa |
| Ca2    | Barcelone - Gérone - Figueras - Portbou - Cerbère | Barcelone-Sants - Barcelone-Passeig de Gràcia - Barcelone-El Clot-Aragó - Barcelone-Sant Andreu Comtal - Granollers Centre - Sant Celoni - Maçanet-Massanes - Sils - Caldes de Malavella - Riudellots - Fornells de la Selva - Gérone - Celrà - Bordils-Juià - Flaçà - Sant Jordi Desvalls - Camallera - Sant Miquel de Fluvià - Vilamalla - Figueras - Vilajuïga - Llançà - Colera - Portbou - Cerbère |
| Ca3    | Barcelone - Reus - Riba-roja dEbre                | Barcelone-França - Barcelone-Sant Andreu Comtal - Barcelone-El Clot-Aragó - Barcelone-Passeig de Gràcia - Barcelone-Sants - Vilanova i la Geltrú - Sant Vicenç de Calders - Tarragone - Vila-seca de Solcina - Reus - Les Borges del Camp - Riudecanyes-Botarell - Duesaigües-L'Argentera - Pradell - Marçá-Falset - Capçanes - Els Guiamets - Móra la Nova - Ascó - Flix - Riba-roja d'Ebre |
| Ca4a   | Barcelone - La Plana-Picamoixons - Lérida         | Barcelone-França - Barcelone-Sant Andreu Comtal - Barcelone-El Clot-Aragó - Barcelone-Passeig de Gràcia - Barcelone-Sants - Vilanova i la Geltrú - Sant Vicenç de Calders - Roda de Mar - Roda de Barà - Salomó - Vilabella - Nulles-Bràfim - Valls - La Plana-Picamoixons - La Riba - Vilaverd - Montblanc - L'Espluga de Francolí - Vimbodí - Vinaixa - La Floresta - Les Borges Blanques - Juneda - Puigvert de Lleida - Lérida Pyrénées |
| Ca4a   | Barcelone - Tarragone - Lérida                    | Barcelone-França - Barcelone-Sant Andreu Comtal - Barcelone-El Clot-Aragó - Barcelone-Passeig de Gràcia - Barcelone-Sants - Vilanova i la Geltrú - Sant Vicenç de Calders - Tarragone - Reus - La Selva del Camp - Alcover - La Plana-Picamoixons - La Riba - Vilaverd - Montblanc - L'Espluga de Francolí - Vimbodí - Vinaixa - La Floresta - Les Borges Blanques - Juneda - Puigvert de Lleida - Lérida Pyrénées |
| Ca4b   | L'Hospitalet de Llobregat - Manresa - Lérida      | L'Hospitalet de Llobregat - Barcelone-Sants - Barcelone-Plaça de Catalunya - Barcelone-Arc de Triomf - Barcelone-Sant Andreu Arenal - Barcelone-Torre del Baró - Montcada i Reixac-Manresa - Cerdanyola del Vallès - Barberà del Vallès - Sabadell Sud - Sabadell Centre - Sabadell Nord- Terrassa - Sant Vicenç de Castellet - Manresa - Rajadell - Aguilar de Segarra - Seguers-Sant Pere Sallavinera - Calaf - Sant Martí de Sesgueioles - Sant Guim de Freixenet - Cervera - Tàrrega - Anglesola - Bellpuig - Castellnou de Seana - Golmés - Mollerussa - Bell-lloc d'Urgell - Lérida Pyrénées |
| Ca6    | Barcelone - Caspe - Saragosse                     | -Barcelone-França - Barcelone-Sant Andreu Comtal - Barcelone-El Clot-Aragó - Barcelone-Passeig de Gràcia - Barcelone-Sants - Sant Vicenç de Calders - Tarragone - Reus - Les Borges del Camp - Riudecanyes-Botarell - Duesaigües-L'Argentera - Pradell - Marçá-Falset - Móra la Nova - Ascó - Flix - Riba-roja d'Ebre - Faió-La Pobla de Massaluca - Nonaspe - Fabara - Val de Pilas - Caspe - Chiprana - Escatrón - Samper - La Puebla de Híjar - Azaila - La Zaida-Sástago - Quinto - Pina - Fuentes de Ebro - El Burgo de Ebro - Saragosse-Delicias                                             |
| Ca7    | Lérida - Balaguer - La Pobla de Segur             | Lérida Pyrénées - Alcoletge - Vilanova de la Barca - Térmens - Vallfogona de Balaguer - Balaguer - Gerb - Sant Llorenç de Montgai - Santa Linya - Vilanova de la Sal - Àger - Cellers-Llimania - Guardia de Tremp - Palau de Noguera - Tremp - Salàs de Pallars - La Pobla de Segur |